# Ischyronota
Genre
Ischyronota est un genre d'insectes coléoptères de la famille des Chrysomelidae. 

## Espèces rencontrées en Europe
- Ischyronota desertorum (Gebler, 1833).
- Ischyronota spaethi Reitter, 1901.

## Liste d'espèces
Selon Catalogue of Life (29 août 2014) :
- Ischyronota brisouti
- Ischyronota conicicollis
- Ischyronota desertorum
- Ischyronota elevata
- Ischyronota schusteri
- Ischyronota spaethi

Selon ITIS (29 août 2014) :
- Ischyronota brisouti (Reitter, 1889)
- Ischyronota conicicollis (Weise, 1890)
- Ischyronota desertorum (Gebler, 1833)
- Ischyronota elevata (Reitter, 1890)
- Ischyronota schusteri Spaeth, 1914
- Ischyronota spaethi Reitter, 1901